# Jankowice (województwo świętokrzyskie)
Jankowice – wieś sołecka w Polsce, położona w województwie świętokrzyskim, w powiecie opatowskim, w gminie Ożarów.
W latach 1975–1998 miejscowość administracyjnie należała do województwa tarnobrzeskiego.

## Integralne części wsi
| SIMC    | Nazwa             | Rodzaj    |
| ------- | ----------------- | --------- |
| 0802509 | Jankowice-Kolonie | część wsi |
| 0802515 | Na Folwarku       | część wsi |

## Historia
Pierwsze wzmianki o Jankowicach znajdują się w dokumentach parafii przybysławickiej. W XVI w. wieś należała do rodu Jankowskich. W 1827 r. we wsi znajdowało się 21 domów, a liczba ludności wynosiła 162. Po uwłaszczeniu, w roku 1882 – 27 domów, 212 mieszkańców oraz 293 morgi ziemi włościańskiej.

## Architektura
We wsi znajdują się:
- park dworski, wpisany do rejestru zabytków nieruchomych (nr rej.: A.548 z 11.12.1957)[10],
- Dom dla Bezdomnych fundacji Chleb Życia.